# 維申基 (切爾尼戈夫州)
51°38′36″N 33°3′57″E / 51.64333°N 33.06583°E

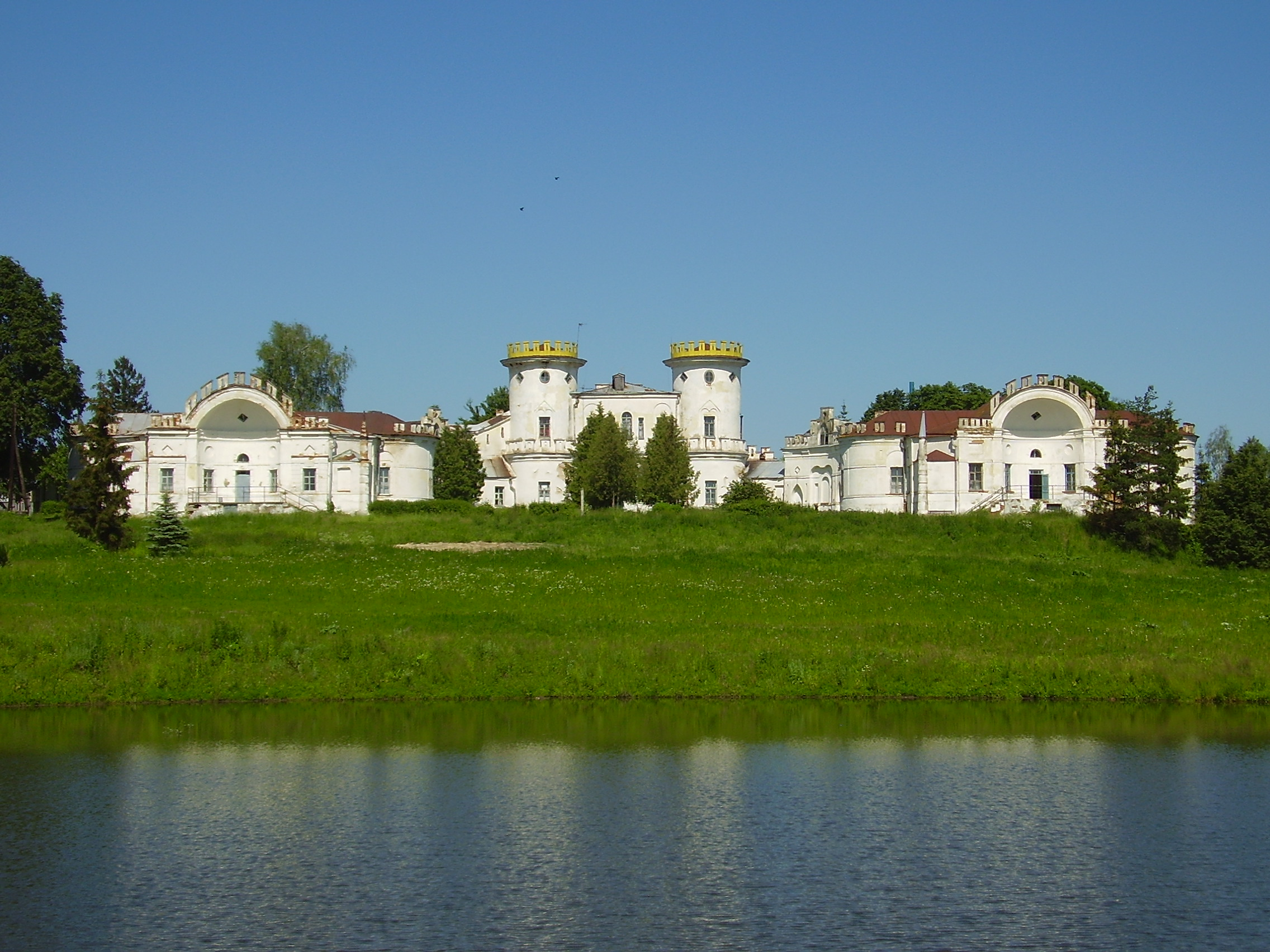
宫殿

維申基（烏克蘭語：Вишеньки）是烏克蘭北部切爾尼希夫州诺夫霍罗德-锡韦尔斯基区科罗普市镇的村落。處於傑斯納河畔，始建於1679年，面積3.82平方公里，海拔高度137米，2001年人口506。